# 灰果蘚
灰果蘚（学名：Chaetomitriopsis glaucocarpa）为油蘚科灰果蘚屬下的一个种。